# Léon Poliakov
Léon Poliakov, - nascut Лев Влади́мирович Поляко́в Lev Vladímirovitx Poliakov - (25 de novembre de 1910, Sant Petersburg - Orsay, 8 de desembre de 1997), fou un historiador francès d'origen rus, famós pels seus estudis sobre l'Holocaust, l'antisemitisme, el feixisme i el nacionalisme, fill de Vladimir Poliakov.

## Biografia
Léon Poliakov, va néixer en una família de la burgesia jueva russa, el mateix dia de la mort de Lev Tolstoi, per la qual cosa li van posar el seu nom de pila. La seva família va decidir emigrar per fugir de la Revolució bolxevic. Van viure alguns anys a Berlín, on va assistir en la seva adolescència a l'ascens del nazisme; es va instal·lar definitivament a París, on va estudiar des del 1924 al Lycée Janson-de-Sailly i després a la Sorbona, on va estudiar Dret i Lletres.
El 1933 Léon i el seu pare van iniciar un perillós projecte, el diari antihitlerià per a refugiats alemanys Pariser Tageblatt. Va entrar en l'exèrcit francès al començament de la Segona Guerra Mundial i va ser fet presoner amb el seu batalló pels alemanys a Saint-Valery-en-Caux el 13 de juny de 1940; es va evadir tres mesos més tard del camp o frontstalag de Doullens; es va incorporar a la Resistència francesa interior, on va organitzar el petit grup d'El cafè de la Mina, a París, i el 1943 va treballar com a secretari del rabí Schneour Zalman Schneersohn; va fundar amb el cosí d'aquest últim, Isaac Schneersohn, el Centre de Documentació Jueva Contemporània, l'objectiu del qual era recollir les proves documentals de la Xoà o Holocaust, el que li valer, després de la victòria aliada, assistir a Edgar Faure, cap de la delegació francesa del Procés de Nuremberg.
Naturalitzat francès el 1947, Léon Poliakov va publicar quatre anys més tard el Bréviaire de la haine, "Breviari de l'odi", llibre de referència i primer gran estudi consagrat a la política d'extermini dels jueus conduïda pels nazis. La seva investigació en els arxius alemanys, els incomptables testimonis que va recollir durant cinc anys d'esforços li van permetre treure a la llum els rodaments implacables de la ideologia i de la tècnica que van fer possible la Xoà o Holocaust. El pròleg va ser elaborat per François Mauriac, i l'obra va ser regularment actualitzada per l'autor fins al 1993. Léon Poliakov va ser també el primer historiador a qüestionar el veritable paper del papa Pius XII i del Vaticà durant l'Holocaust.
Conduït pel desig de trobar una resposta a la pregunta «Per què m'han volgut matar? », va decidir remuntar-se a les arrels, Léon Poliakov es va consagrar tot seguit a la seva vasta Histoire de l'antisemitismeo "Història de l'antisemitisme" en cinc volums, que abastava des de l'Antiguitat fins al segle xx. El 1981, una nova edició va refondre en dos toms els quatre existents (fins al 1939); l'obra es va completar el 1994 amb un volum addicional que cobria des de 1945 a 1993, redactat sota la supervisió de Poliakov. Per aquesta obra va rebre el Premi Edmond Weil (1960) i el Premi del Judaisme Francès (1981).
Doctor en lletres i director de recerca del Centre Nacional de la Recerca Científica (CNRS), va aprofundir encara més en les causes de la xenofòbia i va conduir altres investigacions sobre les minories perseguides i sobre el racisme, els seus orígens culturals, econòmics, sociològics i psicològics i totes les formes que pot revestir, des dels temps de Crist a la qual ell va anomenar "Europa suïcida" del segle xx, i amb les seves investigacions més profundes va elaborar Le mythe Aryen ("El mite ari", 1971), que alberga l'anàlisi del més poderós dels fantasmes racistes.
El 1981, va publicar les seves memòries, que va titular L'Auberge des Musiciens ("L'alberg dels músics", de la qual una llarga part està consagrada al seu passat de resistent i a les aventures sofertes durant l'ocupació nazi. Les seves obres han estat traduïdes a nombroses llengües i finalment al rus, el que al cap de la seva vida va constituir la seva més gran alegria. Va ser nomenat cavaller de la Legió d'Honor el 1989.
La seva obra ha influït en alguns assagistes espanyols, com ara Jon Juaristi.

## Obres
- La Condition des Juifs a France sous l'Occupation italienne, París, Éditions du Centre, «Centre de documentation juive contemporaine», núm. 3, 1946.
- L'Étoile jaune, pròleg de Justin Godart, avant-pròleg d'Isaac Schneersohn, París, Éditions du Centre de documentation juive contemporaine, «Centre de documentation juive contemporaine», no 2, 1949; Reed.  L'Étoile jaune. La situation des Juifs a France sous l'Occupation. Les législations nazie et vichyssoise, París, Éditions Grancher, 1999. Reuneix tres texts: el llibre L'Étoile jaune (1949), un llarg article d'Historia  (1968) i una comunicació de 1980 al Col·loqui Internacional de Cerisy.
- Le Bréviaire de la Haine. Le IIIe Reich et les Juifs, pròleg de François Mauriac, París, Calmann-Lévy, 1951; darrera edició de butxaca: París, Presses-Pocket, 1993.
- Histoire de l'antisemitisme, t. I: Du Christ aux Juifs de Cour, París, Calmann-Lévy, 1955; edició abreujada, revisada, corregida, completada i actualitzada: París, Hachette, «Pluriel», 1981; París, Éditions du Seuil, «Points Histoire», 1991, 2 vol. (T. 1. L'Âge de la foi; t. 2. L'Âge de la science).
- Petite histoire de l'antisemitisme , París, Comptoir du Livre du Keren Hasefer, 1956.
- Amb Joseph Wulf, en alemany, Le IIIe Reich et les Juifs , (1955) traducció francesa amb la participació del CDJC, París, Gallimard, 1959.
- Histoire de l'antisemitisme , t. II: De Mahomet aux Marranes, París, Calmann-Lévy, 1961.
- Le Procès de Jérusalem, París, Calmann-Lévy, 1963.
- Auschwitz , París, Julliard, «Archives», 1964.
- Les banquiers Juifs et le Saint-Siège, du XIII i au XVII i siècle , París, Calmann-Lévy, 1967.
- Histoire de l'antisemitisme , Tome III:  De Voltaire à Wagner , París, Calmann-Lévy, 1968.
- De l'antisionisme à l'antisemitisme, París, Calmann-Lévy, 1969.
- Le mythe Aryen. Essai sur les sources du racisme et des nationalismes , París, Calmann-Lévy, 1971; dernière éd. de poche, París, Presses-Pocket, 1994.
- Le Procès de Nuremberg, París, Julliard-Gallimard, «Archives», 1971.
- Les Juifs et notre histoire , París, Flammarion, 1973. Col·lecció d'articles.
- (Dir.), Hommes et bêtes. Entretiens sur le racisme , París - La Haia - Nova York, Mouton, 1975.
- Amb Christian Delacampagne i Patrick Girard, Le Racisme, París, Seghers, 1976.
- Histoire de l'antisemitisme , tom IV:  L'Europe suicidaire (1870-1933) , París, Calmann-Lévy, 1977.
- (Dir.),  Ni Juif ni Grec. Entretiens sur le racisme, París, La Haia, Nova York, Mouton, 1978.
- La Causalité diabolique, t. 1: Essai sur l'origine des persécutions , t. 1, París, Calmann-Lévy, 1980; Reed. dels toms en un volum, 2006, amb pròleg de Pierre-André Taguieff.
- Brève histoire du Genocide nazi, París, Hachette, 1980.
- (Dir.), Le Couple interdit. Entretiens sur le racisme. La dialectique de l'altérité socio-culturelle et la sexualité  París, La Haia, Nova York, Mouton,, 1980.
- L'Auberge des musiciens. Mémoires, París, Mazarine, 1981; Reed. augmentée, París, Grancher, 1999.
- De Moscou à Beyrouth. Essai sur la désinformation , París, Calmann-Lévy, 1983.
- La Causalité diabolique, t. 2: Du joug mongol à la victoire de Lenine 1250-120 , París, Calmann-Lévy, 1985; Reed. dels dos toms en 1 volum, 2006, amb pròleg de Pierre-André Taguieff.
- Amb Jean-Pierre Cabestan,  Les Totalitarismes du XX i siècle. Un phénomène historique dépassé?, París, Fayard, 1987.
- Moscou, troisième Rome. Les intermittences de la mémoire historique , París, Hachette, «Littérature», 1989.
- L'envers du Destin. Entretiens avec Georges-Elia Sarfati , París, Éditions de Fallois, 1989.
- Les Samaritains, París, Seuil, 1991.
- Amb Florence Graves, L'épopée donis vieux-croyants. Une histoire de la Russie authentique, París, Perrin, 1991.
- (Dir.), Histoire de l'antisemitisme (1945-1993), París, Éditions du Seuil, 1994.
- L'Impossible choix. Histoire des crises d'identité juive, París, Éditions Austral, 1995.
- Sur les traces du crime, pròleg de Christian Delacampagne, introducció de Paul Zawadzki, París, Berg International, 2003. Col·lecció pòstuma d'articles.